# Compañía del Ferrocarril Central de Aragón
Die Compañía del Ferrocarril Central de Aragón, vereinfacht Ferrocarril Central de Aragón, abgekürzt CA, in Deutsch in etwa Aragonische Zentralbahn, war eine Eisenbahngesellschaft in Spanien, die 1894 gegründet wurde und 1941 in die Staatsbahn Renfe integriert wurde. 

## Geschichte
Anfänglich sollte nur eine Bahnstrecke Calatayud–Teruel gebaut werden, der bereits im Amtsblatt Gaceta de Madrid 1887 ausgeschrieben war, aber kein Interesse erweckte. Erst als der Abschnitt Teruel–Segorbe–Sagunt–Valencia hinzugefügt wurde, konnte die Konzession für die nun 275 km lange Strecke erfolgreich im November 1888 versteigert werden. Der Zuschlag ging an die französische Crédito General de París, die in London die Bahngesellschaft The Valencia and Eastern of Spain Railway Company gründete, die mit einem Aktienkapital von 500.000 Pfund Sterling versehen war. Das noch junge erst Mitte der 1880er-Jahre gegründete Crédito General de París wurde im Januar 1894 zahlungsunfähig, die Konzession verfiel im November 1898 ungenutzt, weil mit dem Bau der Strecke nicht begonnen worden war.
Der Bau der Strecke wurde 1894 von der von belgischen Investoren gegründete  Ferrocarril Central de Aragón übernommen. Die Strecke, die durch gebirgiges und karges Gebiet führte und dabei auch noch den Escandón-Pass überwinden musste, konnte 1901 eröffnet werden. Damit erhielt das ungefähr in der Mitte der Strecke liegende Teruel als letzte spanische Provinzhauptstadt einen Anschluss ans Eisenbahnnetz.
Die Gesellschaft erweiterte 1930 ihre Aktivitäten, indem sie die Schmalspurbahn Zaragoza–Cariñena aufhob und durch eine Breitspurstrecke  ersetzte, die von Saragossa bis nach Caminreal reichte. Dies begünstigte die Entwicklung des im Jahr zuvor eingeweihten Grenzübergang Canfranc, da nach Eröffnung der Strecke der CA im Jahre 1933 eine direkte Verbindung entstand. Im selben Jahr verkaufte die belgische Investorengruppe ihre Beteiligung an der CA an die Compañía del Norte. 
Beim Eisenbahnunfall von Valencia fuhr am 4. Dezember 1937 außerhalb des Bahnhofs von Valencia ein mit einer Dampflokomotive bespannter, 10 Wagen langer Zug der CA in einen Elektrotriebwagen. 20 Menschen starben.
Die Bahn wurde 1941 wie alle Breitspurbahnen verstaatlicht und in die Renfe integriert.